# Бар'яза
Бар'яза́ (рос. Барьяза, башк. Баръяҙы) — село у складі Калтасинського району Башкортостану, Росія. Входить до складу Калміябашівської сільської ради.
Населення — 53 особи (2010; 52 у 2002).
Національний склад:
- росіяни — 63 %
- марійці — 33 %